# Moments
Moments – trzydziesty drugi singel Ayumi Hamasaki, wydany 31 marca 2004. W pierwszym tygodniu sprzedano 157 320 kopii, natomiast 303 000 kopii całościowo w Japonii, a 310 000 kopii przez wytwórnię Avex. Moments był pierwszym singlem piosenkarki wydanym w dwóch wersjach: CD i CD+DVD; każdy kolejny singel wydawano w tej postaci.

## Lista utworów
| CD  |                                         |                |              |      |
| Nr  | Tytuł                                   | Muzyka         | Aranżacja    | Czas |
| 1.  | "Moments (Original Mix)"                | Tetsuya Yukumi | HIKARI       | 5:31 |
| 2.  | "Moments (Acoustic Piano Version)"      | Tetsuya Yukumi |              | 5:33 |
| 3.  | "Moments (Flying humanoid Mix)"         | Tetsuya Yukumi |              | 6:48 |
| 4.  | "Moments (Original Mix -Instrumental-)" | Tetsuya Yukumi | HIKARI       | 5:31 |
| DVD |                                         |                |              |      |
| Nr  | Tytuł                                   | Muzyka         | Reżyser      | Czas |
| 1.  | "Moments" (video clip)                  | Tetsuya Yukumi | Tetsuo Inoue | 5:38 |

## Wystąpienia na żywo
- 6 marca 2004 – Ayu Ready?
- 26 marca 2004 – AX Music
- 27 marca 2004 – CDTV
- 2 kwietnia 2004 – PopJam
- 5 kwietnia 2004 – Hey! Hey! Hey!
- 9 kwietnia 2004 – Music Station – "Moments ~acoustic version~"
- 22 maja 2004 – MTV Super Dry Live
- 1 grudnia 2004 – FNS Music Festival
- 31 grudnia 2004 – Kōhaku Uta Gassen